# Melanismo em felinos

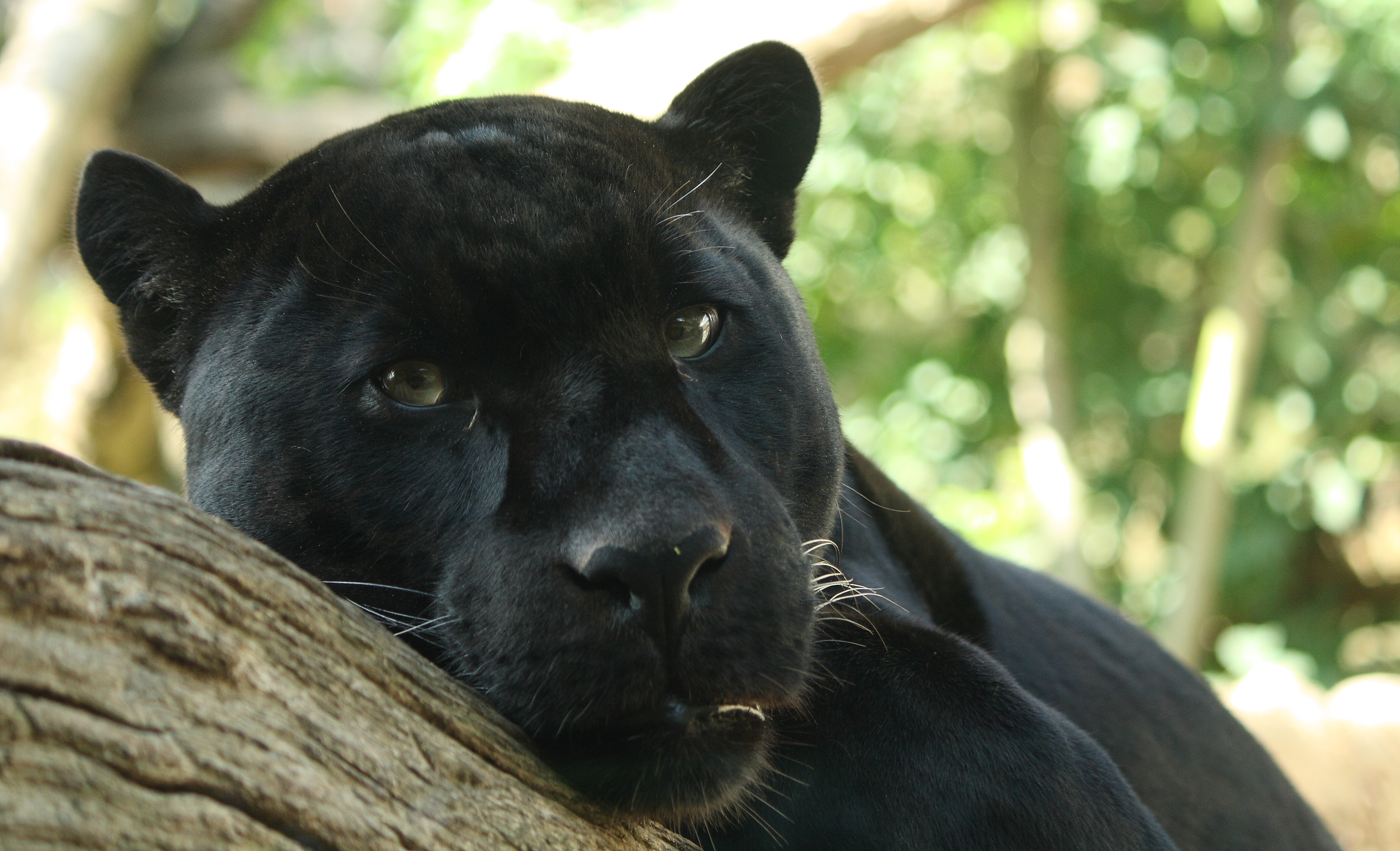
Onça-preta (Panthera onca)

Melanismo em felinos refere-se a variantes na coloração da pelagem de membros da família Felidae em que uma grande acumulação do pigmento melanina lhes confere a cor preta. Além do gato doméstico, variantes melânicas ocorrem no leopardo (chamado nesse caso pantera-negra), onça-pintada (onça-preta), jaguarundi e outras onze espécies selvagens.
Recentemente, um estudo mostrou que o melanismo em felinos é o resultado de ao menos quatro diferentes mutações genéticas que ocorreram de maneira independente entre si nas várias linhagens da família Felidae. Melanismo na família Felidae tem sido associado à camuflagem, termorregulação e resistência a parasitas. Uma análise comparativa de modelos evolutivos indicou evolução do melanísmo associada à comunicação visual intraespecífica sob condições de baixa luminosidade.

## Melanismo e pseudo-melanismo

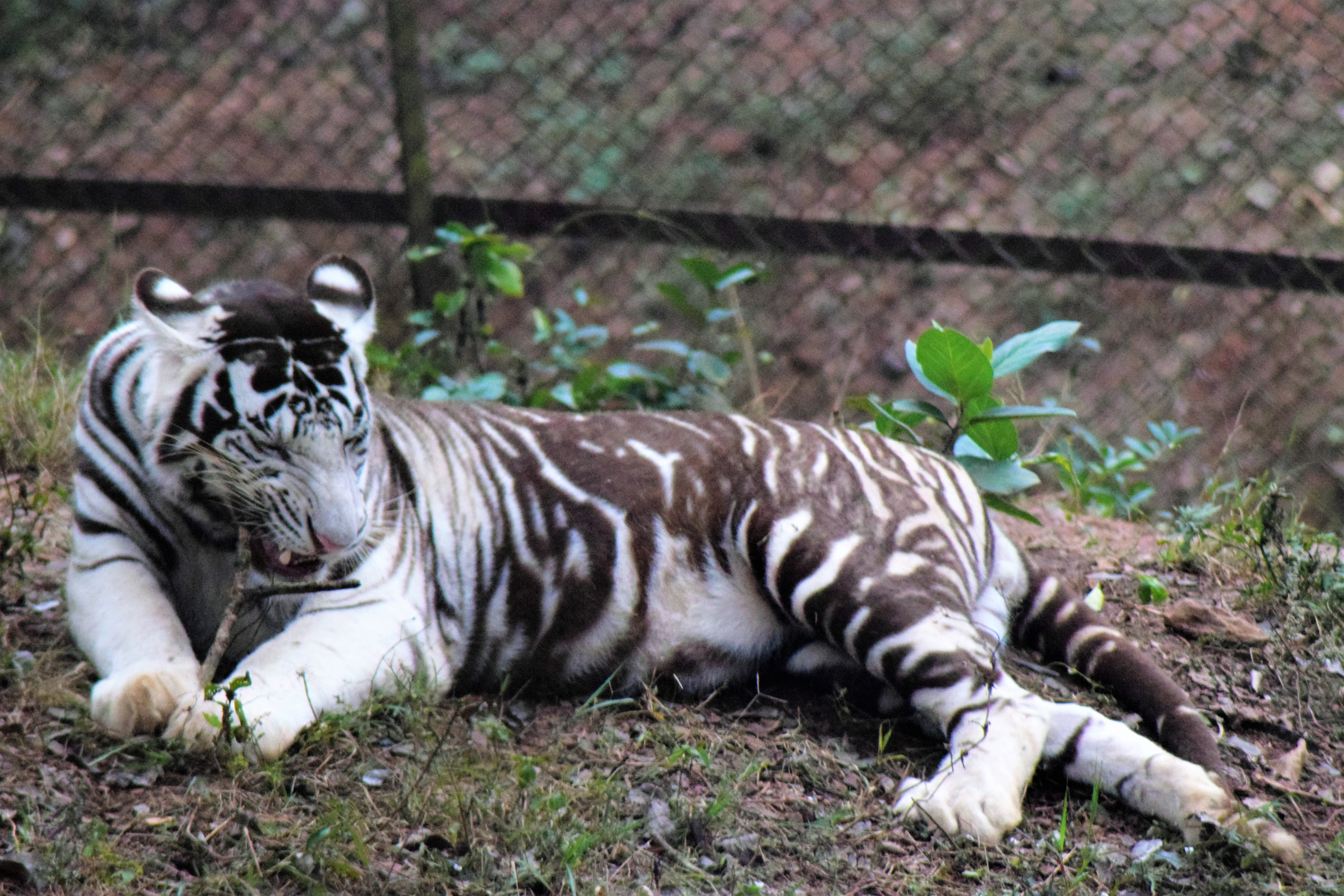
Tigre-de-bengala branco, com pseudo-melanismo. suas listras são mais largas que o natural

Melanismo é o aumento concentrado e considerável de pigmentação preta, que ocorre por mutação genética em animais, e ocorre no corpo inteiro. O pseudomelanismo ocorre apenas parcialmente e forma manchas ou listras negras maiores, mais largas e mais escuras.

## Onça-preta

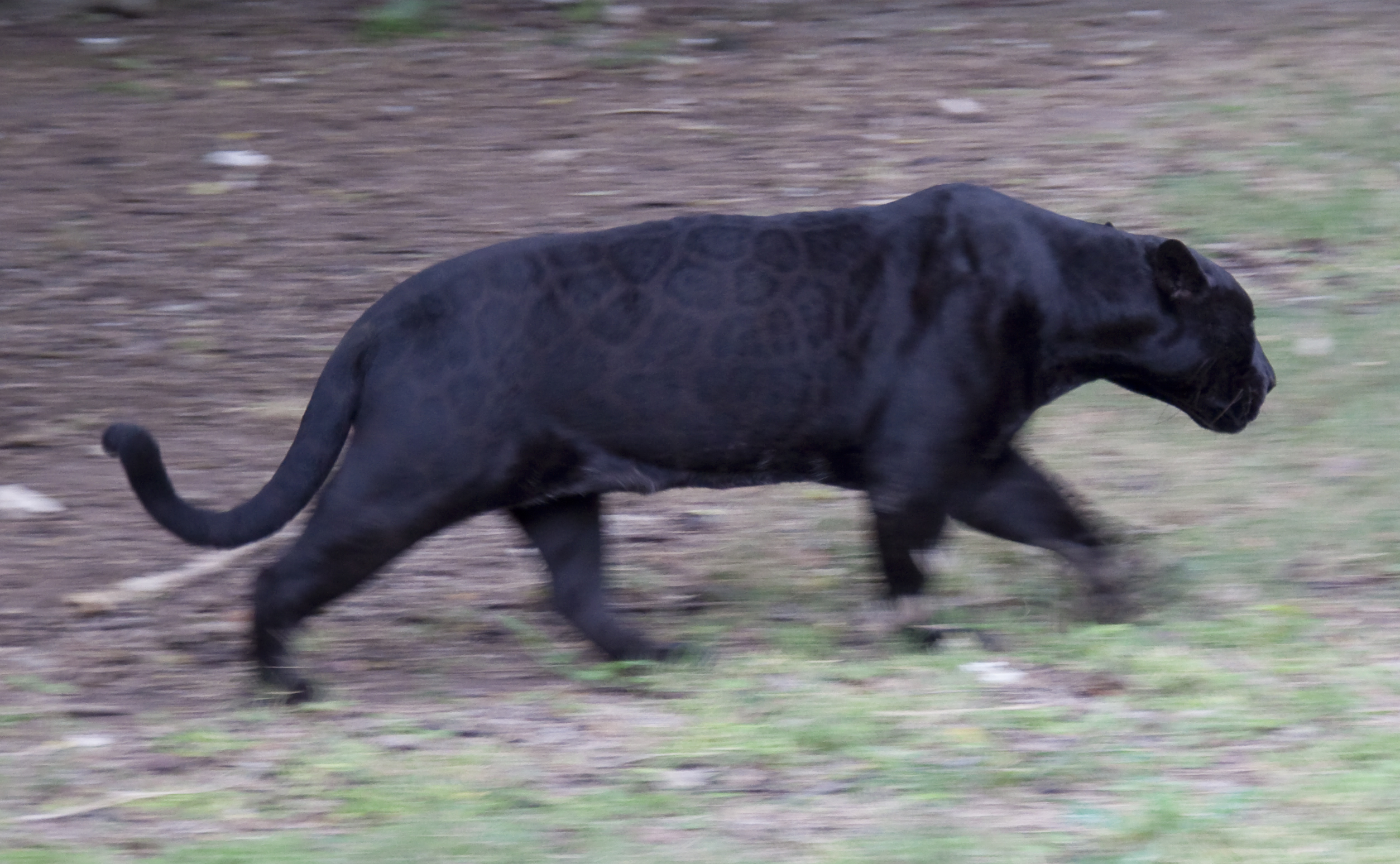
Onça-preta com rosetas visíveis na pelagem escura. "Manchas fantasmas"

A onça-preta, também conhecida por jaguar-preto, é uma variação melânica da onça-pintada (ou jaguar). Antes se pensava que poderiam tratar-se de espécies diferentes, mas sabe-se hoje que a onça-preta e a onça-pintada são da mesma espécie, Panthera onca. Observando-se atentamente, são visíveis as rosetas e pintas típicas da onça-pintada contra o fundo negro da pelagem da onça-preta.
A variante negra da onça-pintada é rara. Onças-pretas ocorrem na América do Sul, incluindo vários estados do Brasil e ainda na Venezuela, Paraguai, Peru, Guiana e Equador. Onças-pretas também poderiam existir na América Central e México, mas a ocorrência desta variante nestas regiões não está confirmada.
Na onça-preta, o melanismo é uma característica dominante, e estudos genéticos mostram que este fenótipo está associado a uma mutação no gene do Receptor de melanocortina 1 (MCR1), que regula a síntese de melanina nos melanócitos da epiderme.

## Pantera-negra (leopardo-preto)

Pantera-negra (Panthera pardus - Leopardo melânico)

A pantera-negra ou leopardo-negro é a variante melânica do leopardo (Panthera pardus). Como no caso da onça-preta, o padrão de rosetas e pintas da pelagem do leopardo também é visível contra o fundo negro do pelo do  leopardo-negro.
A pantera-negra é rara na natureza, sendo muito pouco comum na África e grande parte da Ásia. Nas selvas do sudeste asiático, porém, a variante é mais comum, sendo particularmente abundante na Malásia. A alta frequência da pantera-negra nessa região poderia ser devido simplesmente a uma melhor camuflagem no ambiente escuro da selva, mas também poderia estar relacionada à resistência a doenças, uma vez que variantes de coloração muitas vezes estão associadas a mutações em receptores de membrana que também poder atuar como receptores para a entrada de vírus nas células.
Ao contrário das onças-pretas, o melanismo em leopardos é causado por um alelo recessivo. Isso implica que leopardos não-melânicos podem dar à luz filhotes negros.

## Jaguarundi

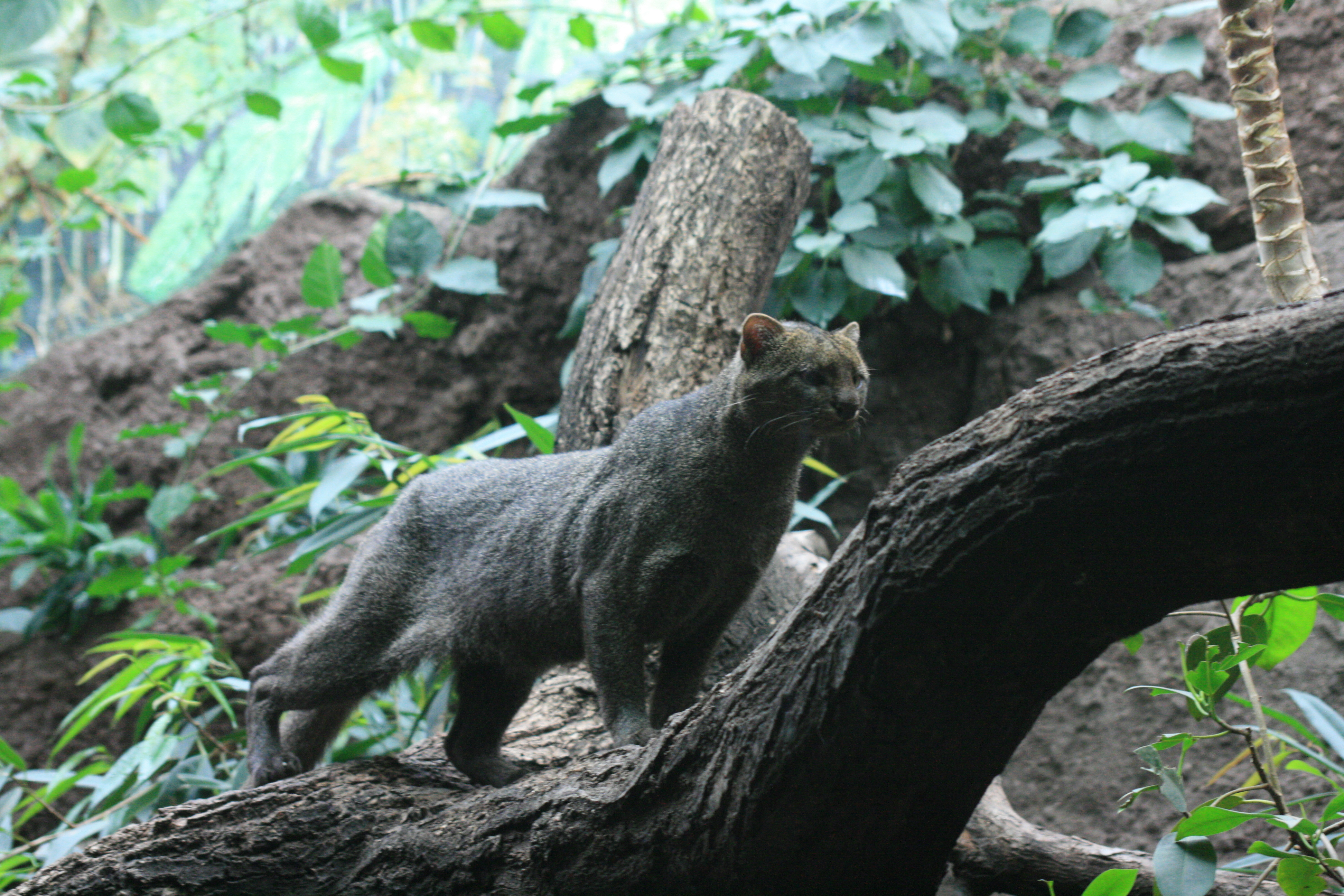
Jaguarundi de pelagem escura no Zoológico de Berlim.

O jaguarundi (Puma yagouaroundi) é um felino americano que pode ter várias cores de pelagem, desde o marrom-escuro e cinza até o avermelhado. Um estudo genético mostrou que a cor escura da pelagem está associada a uma mutação no gene MCR1, o mesmo que está mutado nas onças-pretas. As mutações, porém, são diferentes em cada espécie, o que indica que se originaram de maneira independente.
Indivíduos heterozigotos para a mutação em MCR1 são mais escuros que indivíduos que não possuem alelos mutados, o que indica um padrão de dominância incompleta para os alelos do jaguarundi. Nas populações selvagens, a cor escura é mais comum que a avermelhada, o que indica que, nessa espécie, o alelo mutado de MCR1 substituiu em grande parte o alelo ancestral ao longo da evolução.

## Gato-doméstico

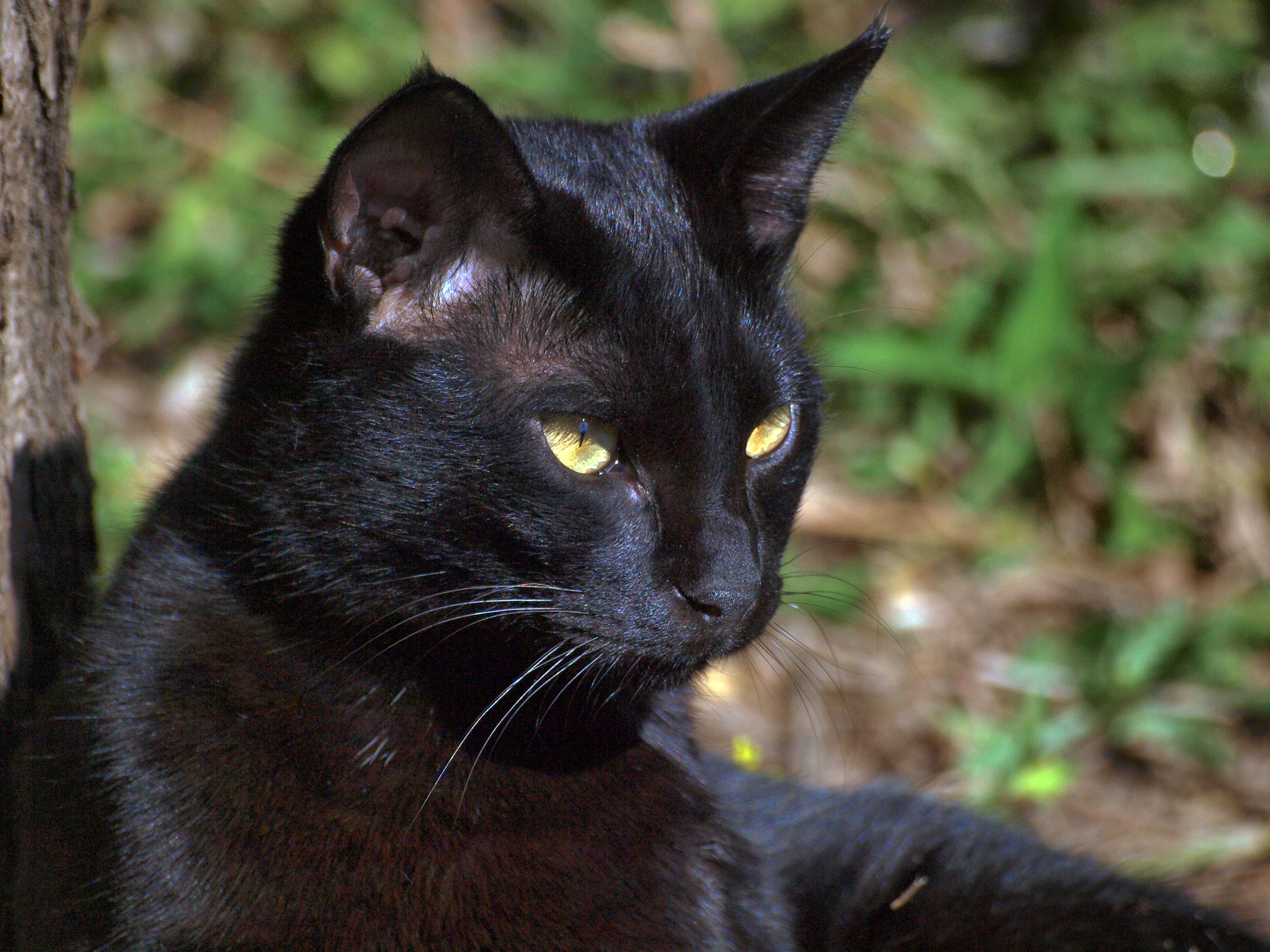
Gato-preto doméstico. Gato com melanismo.

O gato-doméstico (Felis silvestris catus) também possui variantes melânicas da cor da pelagem. Tal variante é geneticamente recessiva e é causada por uma deleção de duas pares de bases no gene Agouti signaling protein (ASIP). Essa mutação é exclusiva de gato doméstico e está totalmente ausente em felinos selvagens, indicando que provavelmente surgiu após o processo de domesticação do gato-da-líbia (Felis silvestris lybica), o ancestral do gato-doméstico.

### Folclore
No folclore europeu, gato preto é considerado sinônimo de má-sorte, além de ser associado à magia negra e bruxaria.